# Mojavia achemonalis
Mojavia achemonalis är en fjärilsart som beskrevs av Barnes och Mcdunnough 1914. Mojavia achemonalis ingår i släktet Mojavia och familjen Crambidae. Inga underarter finns listade i Catalogue of Life.